# 2e étape du Tour de France 2003
Pour un article plus général, voir Tour de France 2003.
La 2e étape du Tour de France 2003 a eu lieu le 7 juillet 2003 entre La Ferté-sous-Jouarre et Sedan sur une distance de 204,5 km. Elle a été remportée par l'Australien Baden Cooke (Fdjeux.com) devant le Français Jean-Patrick Nazon (Jean Delatour) et l'Estonien Jaan Kirsipuu (AG2R Prévoyance). L'Australien Bradley McGee (Fdjeux.com) conserve le maillot jaune à l'issue de l'étape.

## Classement de l'étape
| \| Classement de l'étape \| Classement de l'étape \| Classement de l'étape \| Classement de l'étape \| Classement de l'étape \| \| Coureur \| Coureur \| Pays \| Équipe \| Temps \| \| --------------------- \| --------------------- \| --------------------- \| ---------------------------- \| --------------------- \| \| 1er \| Baden Cooke \| Australie \| Fdjeux.com \| 5 h 06 min 33 s \| \| 2e \| Jean-Patrick Nazon \| France \| Jean Delatour \| + 0 s \| \| 3e \| Jaan Kirsipuu \| Estonie \| AG2R Prévoyance \| + 0 s \| \| 4e \| Erik Zabel \| Allemagne \| Telekom \| + 0 s \| \| 5e \| Thor Hushovd \| Norvège \| Crédit Agricole \| + 0 s \| \| 6e \| Robbie McEwen \| Australie \| Lotto-Domo \| + 0 s \| \| 7e \| Paolo Bettini \| Italie \| Quick Step-Davitamon \| + 0 s \| \| 8e \| Stuart O'Grady \| Australie \| Crédit Agricole \| + 0 s \| \| 9e \| Fred Rodriguez \| États-Unis \| Vini Caldirola-Saunier Duval \| + 0 s \| \| 10e \| Mikel Artetxe \| Espagne \| Euskaltel-Euskadi \| + 0 s \| |                    |            |                              |                 |
| |                    |            |                              |                 |
| |                    |            |                              |                 |
| Classement de l'étape |                    |            |                              |                 |
| Coureur | Coureur            | Pays       | Équipe                       | Temps           |
| 1er | Baden Cooke        | Australie  | Fdjeux.com                   | 5 h 06 min 33 s |
| 2e | Jean-Patrick Nazon | France     | Jean Delatour                | + 0 s           |
| 3e | Jaan Kirsipuu      | Estonie    | AG2R Prévoyance              | + 0 s           |
| 4e | Erik Zabel         | Allemagne  | Telekom                      | + 0 s           |
| 5e | Thor Hushovd       | Norvège    | Crédit Agricole              | + 0 s           |
| 6e | Robbie McEwen      | Australie  | Lotto-Domo                   | + 0 s           |
| 7e | Paolo Bettini      | Italie     | Quick Step-Davitamon         | + 0 s           |
| 8e | Stuart O'Grady     | Australie  | Crédit Agricole              | + 0 s           |
| 9e | Fred Rodriguez     | États-Unis | Vini Caldirola-Saunier Duval | + 0 s           |
| 10e | Mikel Artetxe      | Espagne    | Euskaltel-Euskadi            | + 0 s           |

## Classement général
| \| Classement général \| Classement général \| Classement général \| Classement général \| Classement général \| \| Coureur \| Coureur \| Pays \| Équipe \| Temps \| \| ------------------ \| ------------------ \| ------------------ \| ------------------------------- \| ------------------ \| \| 1er \| Bradley McGee \| Australie \| Fdjeux.com \| 8 h 58 min 28 s \| \| 2e \| David Millar \| Royaume-Uni \| Cofidis-Le Crédit par Téléphone \| + 4 s \| \| 3e \| Baden Cooke \| Australie \| Fdjeux.com \| + 4 s \| \| 4e \| Haimar Zubeldia \| Espagne \| Euskaltel-Euskadi \| + 6 s \| \| 5e \| Jan Ullrich \| Allemagne \| Team Bianchi \| + 6 s \| \| 6e \| Jean-Patrick Nazon \| France \| Jean Delatour \| + 6 s \| \| 7e \| Víctor Hugo Peña \| Colombie \| US Postal Service-Berry Floor \| + 10 s \| \| 8e \| Tyler Hamilton \| États-Unis \| CSC \| + 10 s \| \| 9e \| Andy Flickinger \| France \| AG2R Prévoyance \| + 10 s \| \| 10e \| Lance Armstrong \| États-Unis \| US Postal Service-Berry Floor \| DQ \| |                    |             |                                 |                 |
| |                    |             |                                 |                 |
| |                    |             |                                 |                 |
| Classement général |                    |             |                                 |                 |
| Coureur | Coureur            | Pays        | Équipe                          | Temps           |
| 1er | Bradley McGee      | Australie   | Fdjeux.com                      | 8 h 58 min 28 s |
| 2e | David Millar       | Royaume-Uni | Cofidis-Le Crédit par Téléphone | + 4 s           |
| 3e | Baden Cooke        | Australie   | Fdjeux.com                      | + 4 s           |
| 4e | Haimar Zubeldia    | Espagne     | Euskaltel-Euskadi               | + 6 s           |
| 5e | Jan Ullrich        | Allemagne   | Team Bianchi                    | + 6 s           |
| 6e | Jean-Patrick Nazon | France      | Jean Delatour                   | + 6 s           |
| 7e | Víctor Hugo Peña   | Colombie    | US Postal Service-Berry Floor   | + 10 s          |
| 8e | Tyler Hamilton     | États-Unis  | CSC                             | + 10 s          |
| 9e | Andy Flickinger    | France      | AG2R Prévoyance                 | + 10 s          |
| 10e | Lance Armstrong    | États-Unis  | US Postal Service-Berry Floor   | DQ              |

## Classements annexes
| Classement par points | Classement par points | Classement par points | Classement par points | Classement par points |
| Coureur               | Coureur               | Pays                  | Équipe                | Points                |
| --------------------- | --------------------- | --------------------- | --------------------- | --------------------- |
| 1er                   | Robbie McEwen         | Australie             | Lotto-Domo            | 58 pts                |
| 2e                    | Baden Cooke           | Australie             | Fdjeux.com            | 57 pts                |
| 3e                    | Erik Zabel            | Allemagne             | Telekom               | 50 pts                |
| 4e                    | Jean-Patrick Nazon    | France                | Jean Delatour         | 46 pts                |
| 5e                    | Paolo Bettini         | Italie                | Quick Step-Davitamon  | 43 pts                |

| Classement par points | Classement par points | Classement par points | Classement par points | Classement par points |
| Coureur               | Coureur               | Pays                  | Équipe                | Points                |
| --------------------- | --------------------- | --------------------- | --------------------- | --------------------- |
| 1er                   | Robbie McEwen         | Australie             | Lotto-Domo            | 58 pts                |
| 2e                    | Baden Cooke           | Australie             | Fdjeux.com            | 57 pts                |
| 3e                    | Erik Zabel            | Allemagne             | Telekom               | 50 pts                |
| 4e                    | Jean-Patrick Nazon    | France                | Jean Delatour         | 46 pts                |
| 5e                    | Paolo Bettini         | Italie                | Quick Step-Davitamon  | 43 pts                |

| Classement de la montagne | Classement de la montagne | Classement de la montagne | Classement de la montagne | Classement de la montagne |
| Coureur                   | Coureur                   | Pays                      | Équipe                    | Points                    |
| ------------------------- | ------------------------- | ------------------------- | ------------------------- | ------------------------- |
| 1er                       | Christophe Mengin         | France                    | Fdjeux.com                | 14 pts                    |
| 2e                        | Walter Bénéteau           | France                    | Brioches La Boulangère    | 10 pts                    |
| 3e                        | Frédéric Finot            | France                    | Jean Delatour             | 8 pts                     |
| 4e                        | Lilian Jégou              | France                    | Crédit Agricole           | 8 pts                     |
| 5e                        | Andy Flickinger           | France                    | AG2R Prévoyance           | 5 pts                     |

| Classement de la montagne | Classement de la montagne | Classement de la montagne | Classement de la montagne | Classement de la montagne |
| Coureur                   | Coureur                   | Pays                      | Équipe                    | Points                    |
| ------------------------- | ------------------------- | ------------------------- | ------------------------- | ------------------------- |
| 1er                       | Christophe Mengin         | France                    | Fdjeux.com                | 14 pts                    |
| 2e                        | Walter Bénéteau           | France                    | Brioches La Boulangère    | 10 pts                    |
| 3e                        | Frédéric Finot            | France                    | Jean Delatour             | 8 pts                     |
| 4e                        | Lilian Jégou              | France                    | Crédit Agricole           | 8 pts                     |
| 5e                        | Andy Flickinger           | France                    | AG2R Prévoyance           | 5 pts                     |

| Classement du meilleur jeune | Classement du meilleur jeune | Classement du meilleur jeune | Classement du meilleur jeune | Classement du meilleur jeune |
| Coureur                      | Coureur                      | Pays                         | Équipe                       | Temps                        |
| ---------------------------- | ---------------------------- | ---------------------------- | ---------------------------- | ---------------------------- |
| 1er                          | Baden Cooke                  | Australie                    | Fdjeux.com                   | 8 h 58 min 32 s              |
| 2e                           | Andy Flickinger              | France                       | AG2R Prévoyance              | + 6 s                        |
| 3e                           | Vladimir Karpets             | Russie                       | iBanesto.com                 | + 12 s                       |
| 4e                           | Mikel Astarloza              | Espagne                      | AG2R Prévoyance              | + 12 s                       |
| 5e                           | Thor Hushovd                 | Norvège                      | Crédit Agricole              | + 13 s                       |

| Classement du meilleur jeune | Classement du meilleur jeune | Classement du meilleur jeune | Classement du meilleur jeune | Classement du meilleur jeune |
| Coureur                      | Coureur                      | Pays                         | Équipe                       | Temps                        |
| ---------------------------- | ---------------------------- | ---------------------------- | ---------------------------- | ---------------------------- |
| 1er                          | Baden Cooke                  | Australie                    | Fdjeux.com                   | 8 h 58 min 32 s              |
| 2e                           | Andy Flickinger              | France                       | AG2R Prévoyance              | + 6 s                        |
| 3e                           | Vladimir Karpets             | Russie                       | iBanesto.com                 | + 12 s                       |
| 4e                           | Mikel Astarloza              | Espagne                      | AG2R Prévoyance              | + 12 s                       |
| 5e                           | Thor Hushovd                 | Norvège                      | Crédit Agricole              | + 13 s                       |

| Classement par équipes | Classement par équipes        | Classement par équipes | Classement par équipes |
| Équipe                 | Équipe                        | Pays                   | Temps                  |
| ---------------------- | ----------------------------- | ---------------------- | ---------------------- |
| 1re                    | US Postal Service-Berry Floor | États-Unis             | 26 h 56 min 00 s       |
| 2e                     | Team Bianchi                  | Allemagne              | + 8 s                  |
| 3e                     | Fdjeux.com                    | France                 | + 17 s                 |
| 4e                     | Euskaltel-Euskadi             | Espagne                | + 18 s                 |
| 5e                     | AG2R Prévoyance               | France                 | + 19 s                 |

| Classement par équipes | Classement par équipes        | Classement par équipes | Classement par équipes |
| Équipe                 | Équipe                        | Pays                   | Temps                  |
| ---------------------- | ----------------------------- | ---------------------- | ---------------------- |
| 1re                    | US Postal Service-Berry Floor | États-Unis             | 26 h 56 min 00 s       |
| 2e                     | Team Bianchi                  | Allemagne              | + 8 s                  |
| 3e                     | Fdjeux.com                    | France                 | + 17 s                 |
| 4e                     | Euskaltel-Euskadi             | Espagne                | + 18 s                 |
| 5e                     | AG2R Prévoyance               | France                 | + 19 s                 |